# Maçanet de Cabrenys

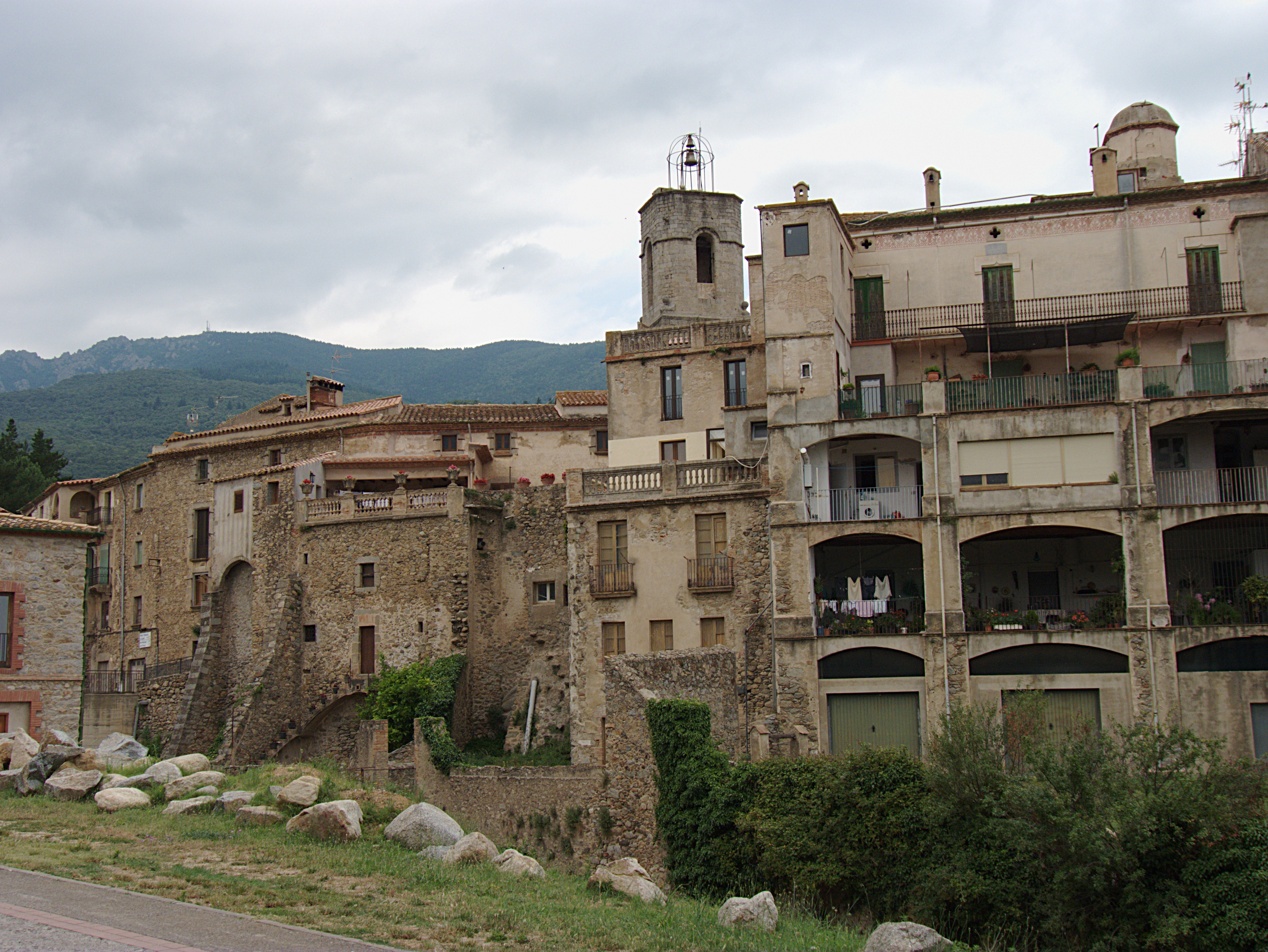
Recinto fortificado e Can Molar, em Maçanet de Cabrenys

Maçanet de Cabrenys (em catalão e oficialmente), ou Massanet de Cabrenys (em castelhano), é um município da Espanha na comarca de Alt Empordà, província de Girona, comunidade autónoma da Catalunha. Faz parte da comarca do Alt Empordà e da subcomarca da Alta Garrotxa. Tem 67,9 km² de área e em 2021 tinha 729 habitantes (densidade: 10,7 hab./km²).
Situa-se no sopé da vertente oriental dos Pirenéus. A cidade é atravessada pelos rios Arnera, Frausa e Rinadal. A sul e a sudoeste faz fronteira com Albanyà e Sant Llorenç de la Muga; a leste com La Vajol e Darnius; e a norte com diversas povoações do Vallespir (França): Coustouges, Saint-Laurent-de-Cerdans, Reynes, Amélie-les-Bains-Palalda, Céret e Maureillas-las-Illas. A sede do município está a 370 m de altitude, num vale entre os dois pontos mais altos do município: o puig de Les Salines (1 331 m) e o roc de Frausa (1 445 m).

## Demografia
| Variação demográfica do município entre 1991 e 2004 | Variação demográfica do município entre 1991 e 2004 | Variação demográfica do município entre 1991 e 2004 | Variação demográfica do município entre 1991 e 2004 |
| --------------------------------------------------- | --------------------------------------------------- | --------------------------------------------------- | --------------------------------------------------- |
| 1991                                                | 1996                                                | 2001                                                | 2004                                                |
| 690                                                 | 641                                                 | 666                                                 | 721                                                 |

## Localidades
- Maçanet de Cabrenys
- Arnera
- Les Creus
- Les Mines
- Les Salines
- Tapis
- Els Vilars
- Oliveda

## História
No século XX foram encontradas perto do rio Arnera tochas neolíticas e um menir chamado Pedra Dreta. Isto mostra que o vale do Arnera estava povoado desde épocas pré-históricas. A primeira entrevista documentada do lugar aparece no preceito de Luís I de França do ano 878, no qual se diz que Ceret limita ao sul com villam quae dicitur Macanetum. No ano 954 o conde Guifredo II de Besalú doou ao mosteiro de Sant Pere de Camprodon uma propriedade de Tapis, para que se construísse o santuário de Les Salines. Durante a Idade Meia esteve fortificada, conservando restos da muralha com três fachadas do século XV. Em 1553, a Peste Negra aniquilou metade da população. Em julho de 1675 o tenente-general francês Le Bret, com 1 500 homens, saqueia a povoação.

## Economia
Tem numerosas fontes, as quais, unidas ao seu clima, atraem um grande nível de turismo, que é a principal fonte de receitas econômicas, assim como a construção e o gado. Tem uma planta engarrafadora de água. Tinha tido indústria têxtil e do ferro, e fábricas de rolhas de casca. Há grande oferta de restaurantes: La Quadra, o hotel Pirineos, El Molí d'en Robert, La Central, Can Tenlí, Els Caçadors, La Cova, Can Mach... Houve uma grande fábrica de cachimbos. Agora fica alguma pequena oficina. A agricultura de sequeiro, o gado e a indústria florestal desapareceram.

## Lugares de interesse

### Igreja de Sant Martí
A igreja de Sant Martí, do século XII ou XIII, pertence ao românico tardio. Está formada por uma única nave retangular coberta por uma abóbada em arco ogival e por uma abside semicircular, coberto por uma abóbada em forma de amêndoa. O portal está formado por um tímpano ressaltado liso, de quatro arcos e de uma arquivolta. A porta, de madeira, está decorada com forjados característicos da época.

### Capela de Sant Sebastià
Foi construída depois do broto de peste de finais do século XVI, por meio de contribuições populares. A capela atual corresponde a uma reforma do século XVIII.

### Santuário da Nossa Senhora de Les Salines
Está situada quase no cimo da montanha deste nome. A 1100 m de altitude e a 15 km da localidade. Foi construído em 1271 e reformado no século XVIII.

### Tapis

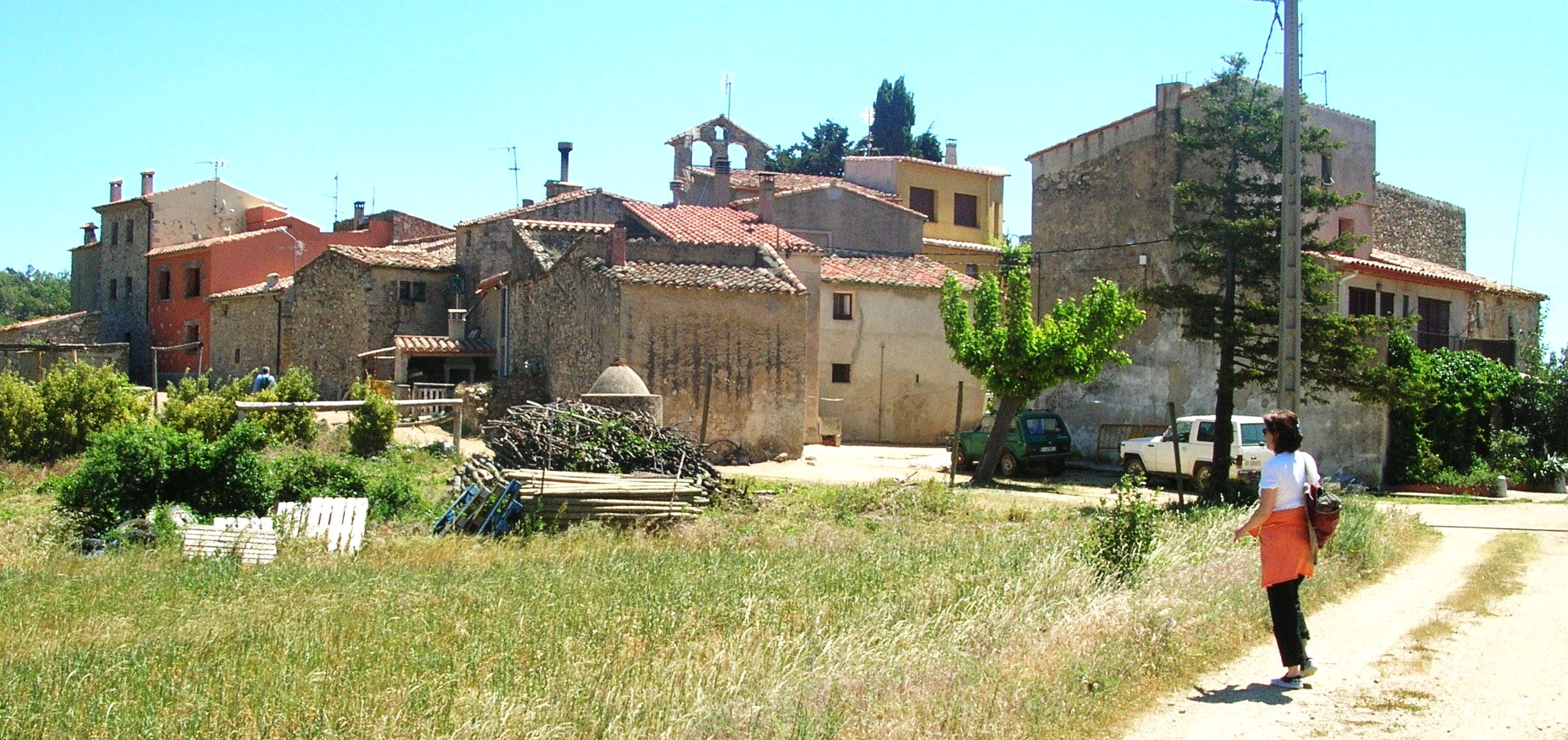
Tapis vista da estrada entre Costoja e Maçanet de Cabrenys

Tapis é uma aldeia do município de Maçanet de Cabrenys. Aparece citada pela primeira vez num documento do ano 954. Em 2005 tinha 25 habitantes.

### Igreja de Sant Briç
Trata-se de um edifício de finais do século XII ou princípios do XIII. De uma só nave, duas capelas laterais fazem de cruzeiro. A abside, semicircular, com volta em forma de amêndoa, se abre à nave por meio de um duplo arco. A esbeltez da volta, as proporções, o estilo e a estrutura dos capitéis do portal são elementos representativos da etapa final da arte românico.

### Montanhas de Maçanet de Cabrenys
- Roc de Frausa
- Roc del Comptador
- Roc de la Campana
- Castell de Bac Grillera
- Puig d'Avall
- Puig del Boixer
- Puig Brosser
- Puig de Calabuig
- Puig del Coll dels Pins
- El Cornell
- Puig de la Creu
- La Creu del Canonge
- El Moixer
- Puig de l'Evangeli
- Puig del Faig
- Puig Falcó
- Puig Farner
- Puig de la Guàrdia
- Puig de la Jana
- Roca Saquer
- Puig de la Màquina
- Puig de Milà
- Puig de les Pedrisses
- Puig de la Quera
- Roc de la Sentinella
- Roc del Pou
- Rocacinta
- Puig de les Roques
- Puig de Rovirós
- Puig del Solà de Sant Pere